# 三国駅 (大阪府)

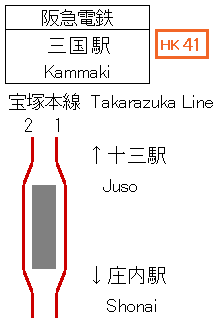
配線図

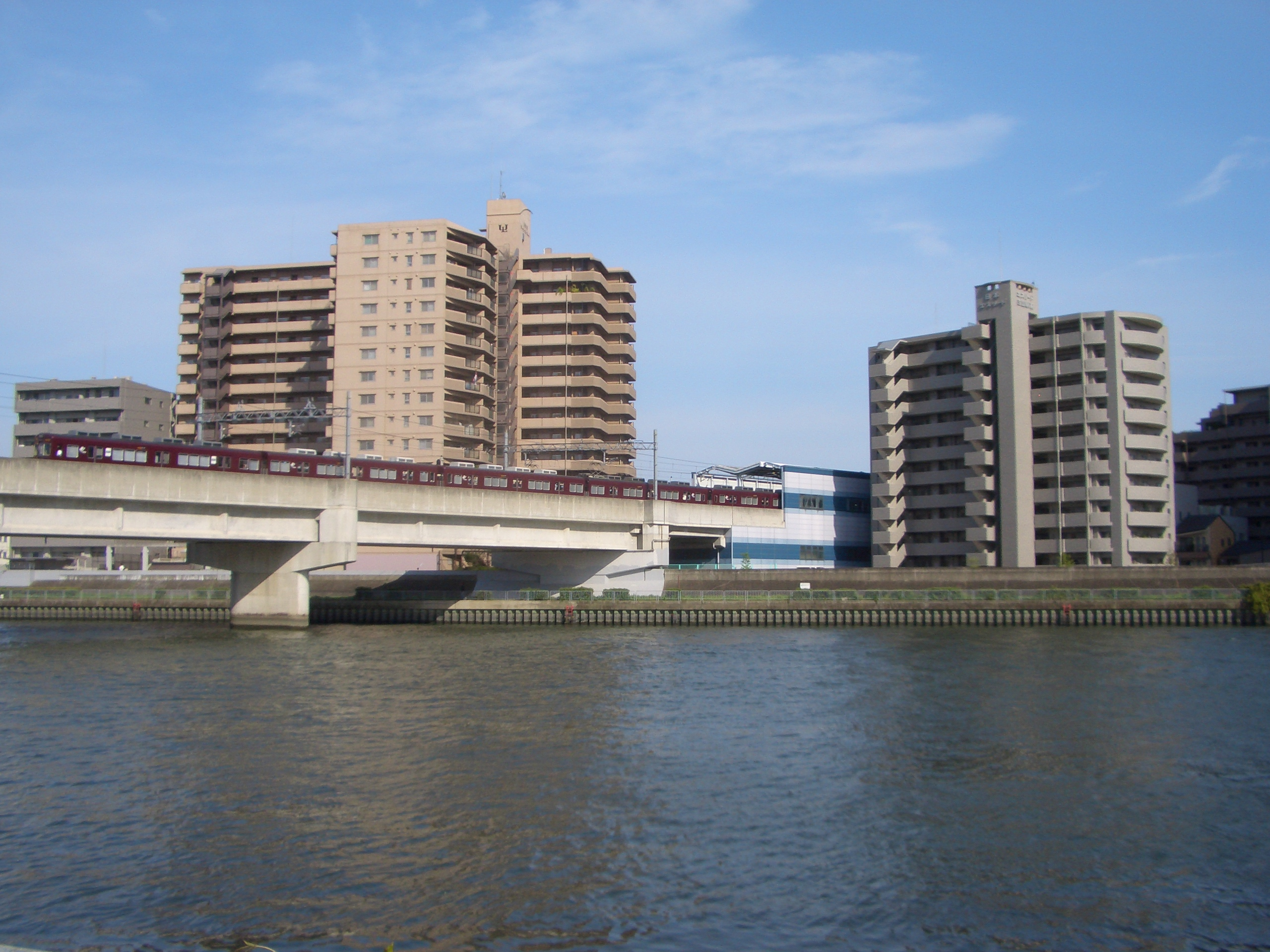
三国駅と阪急電車（神崎川対岸から）

三国駅（みくにえき）は、大阪府大阪市淀川区新高三丁目にある、阪急電鉄宝塚本線の駅。駅番号はHK-41。

## 歴史
開業時は現駅舎の東側に相対式ホーム2面2線を有する地上駅として存在しており、旧駅舎から駅北側の神崎川橋梁にかけて、30km/h制限となる急カーブ区間であった。しかも制限解除位置がホームに入った先にあり、駅北端にある改札に最大限近づけるため、ホームうしろ寄り（北寄り）に停車する梅田方面（南）行きの普通や準急は、駅を発車する際に30km/hまで加速したら一旦加速をやめ、制限区間を抜け出してから再加速する運転操作が必要だった。この運転操作は駅停車時の停止位置を梅田寄り（南寄り）に移動させたことで解消されたが、1990年代に曲線改良を兼ねた高架化工事を実施、駅舎を現在の場所へ完全移転させることにより速度制限自体を解消した。高架化後は最高速度（当初は90km/h、のちに100km/hに向上）で通過できるようになり、後にダイヤ改正が実施されている。

### 年表
- 1910年（明治43年）3月10日：箕面有馬電気軌道（後の阪急電鉄）宝塚本線の営業開始と同時に開業[6][7]。
- 1989年（平成元年）10月12日：高架化工事着工[8]。
- 1998年（平成10年）7月20日：下り線のみ高架線へ切り替え。新駅舎供用開始[7]。
- 2000年（平成12年）3月20日：上り線高架線へ切り替え[7]。
- 2003年（平成15年）4月1日：駅に直結する駅ビル「Viewl（ヴュール）阪急三国」が開業[9]。
- 2009年（平成21年）：駅東口にロータリーが完成。駅前の再開発が終了。
- 2013年（平成25年）12月21日：駅番号導入[10][11]。

## 駅構造
島式ホーム1面2線を有する高架駅。分岐器や絶対信号機を持たないため、停留所に分類される。ホームは3階にある。改札・コンコースは2階にあり、駅ビル「Viewl（ヴュール）阪急三国」と改札外で直結している。
トイレは改札内にある。

### のりば
| 号線 | 路線      | 方向 | 行先                                   |
| ---- | --------- | ---- | -------------------------------------- |
| 1    | ■宝塚本線 | 下り | 宝塚・川西能勢口・石橋阪大前・箕面方面 |
| 2    | ■宝塚本線 | 上り | 大阪梅田・神戸・京都・北千里方面       |

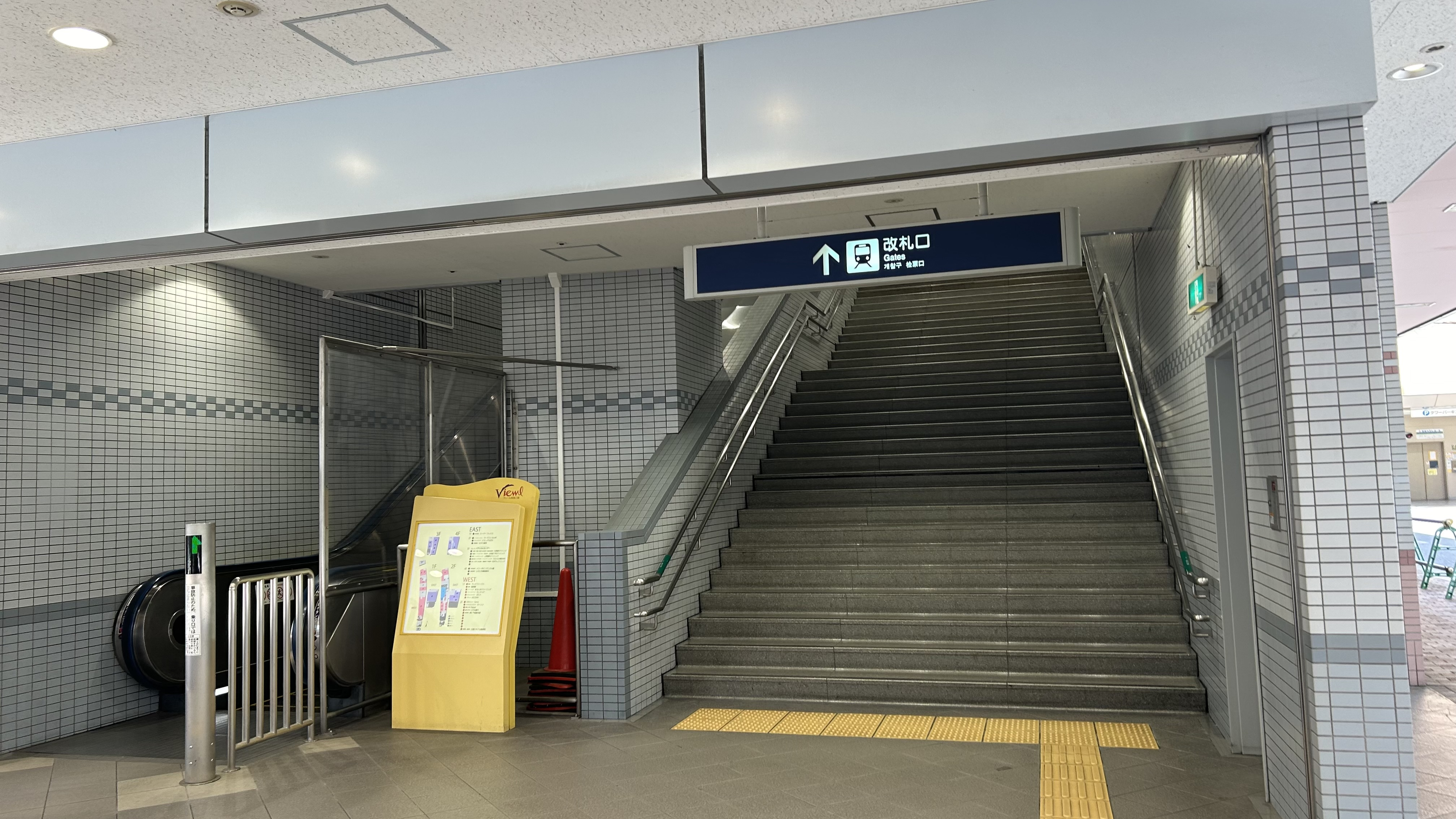
南口
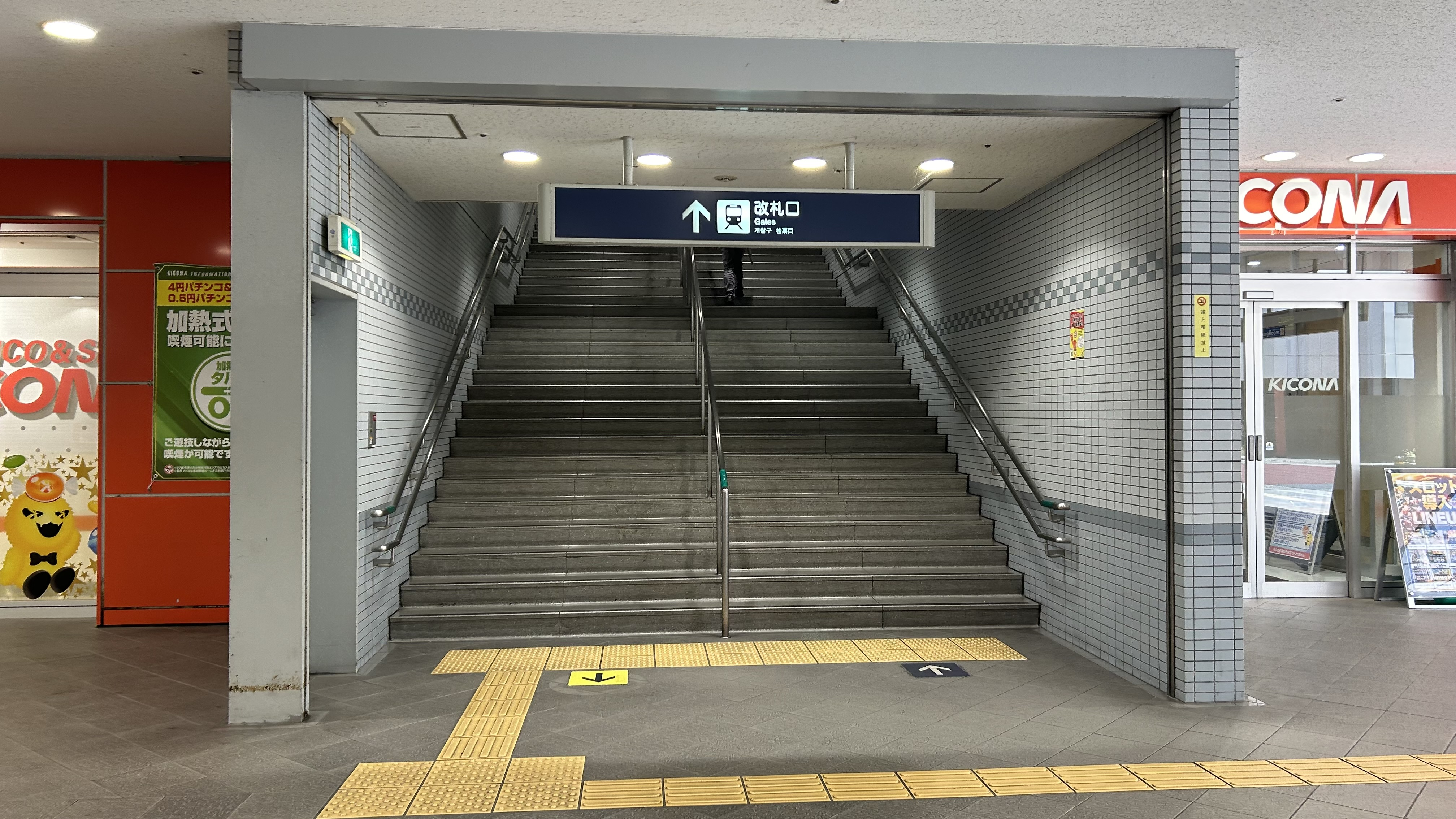
中央口
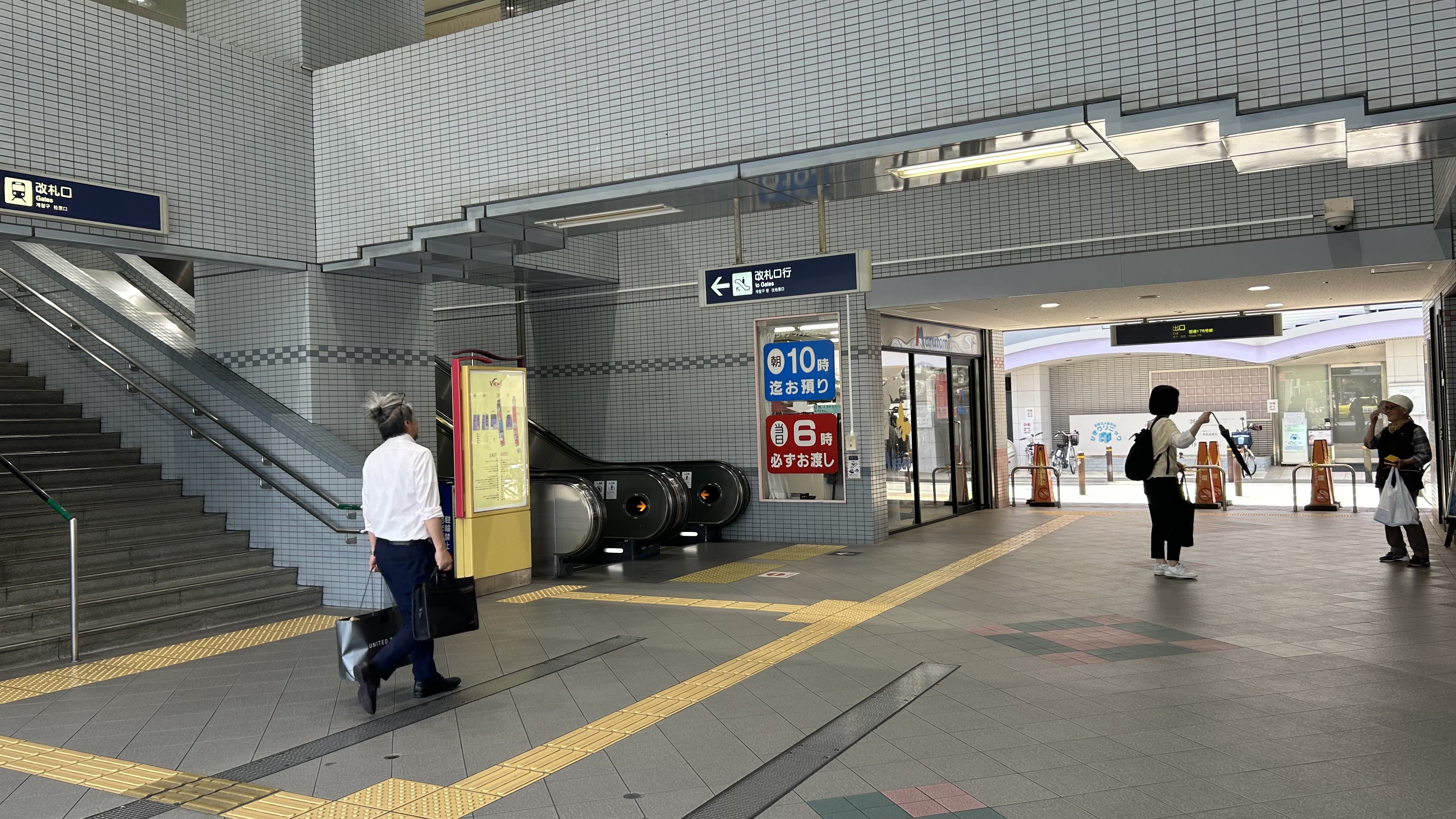
北口
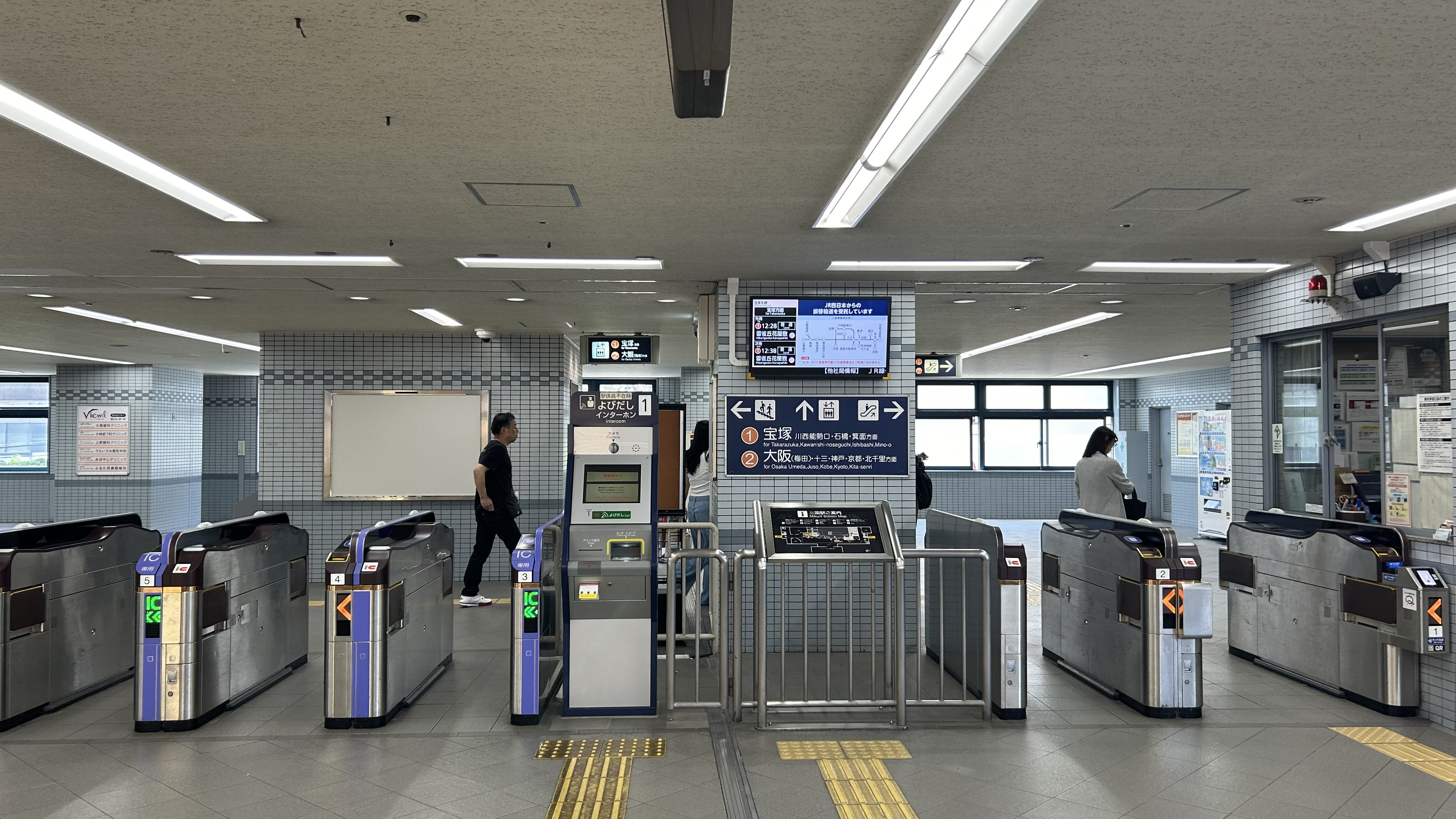
改札口
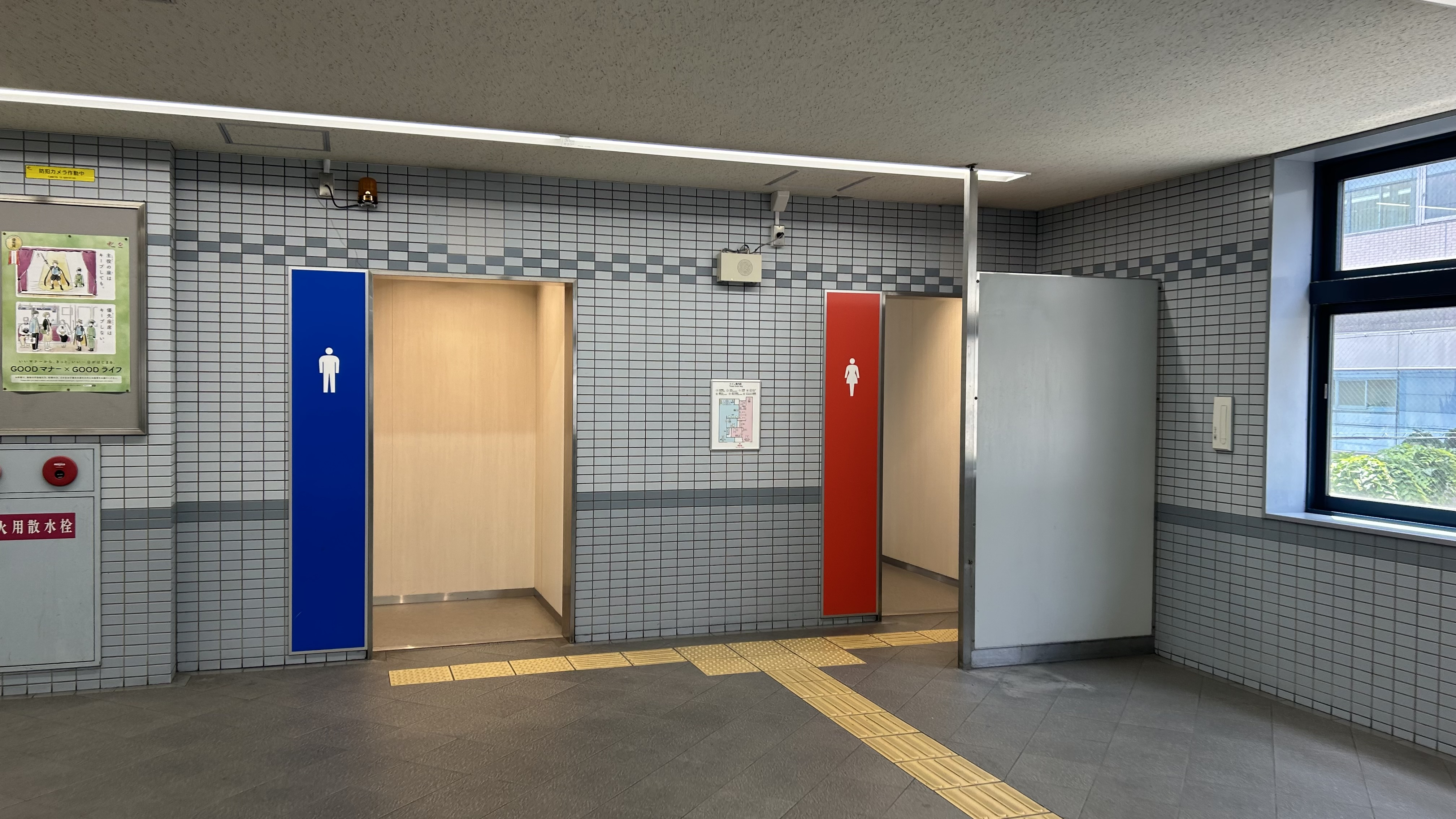
トイレ
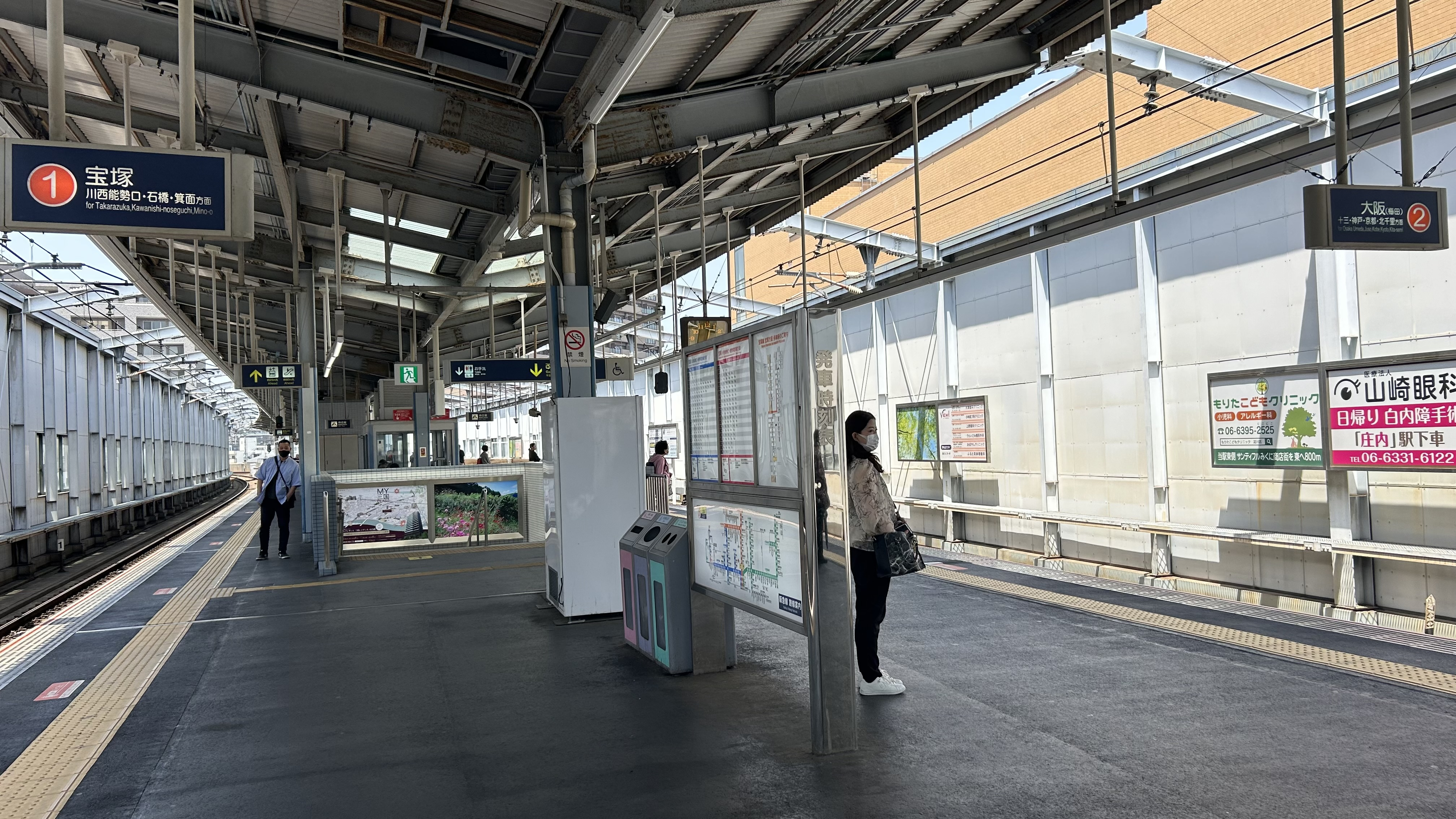
ホーム
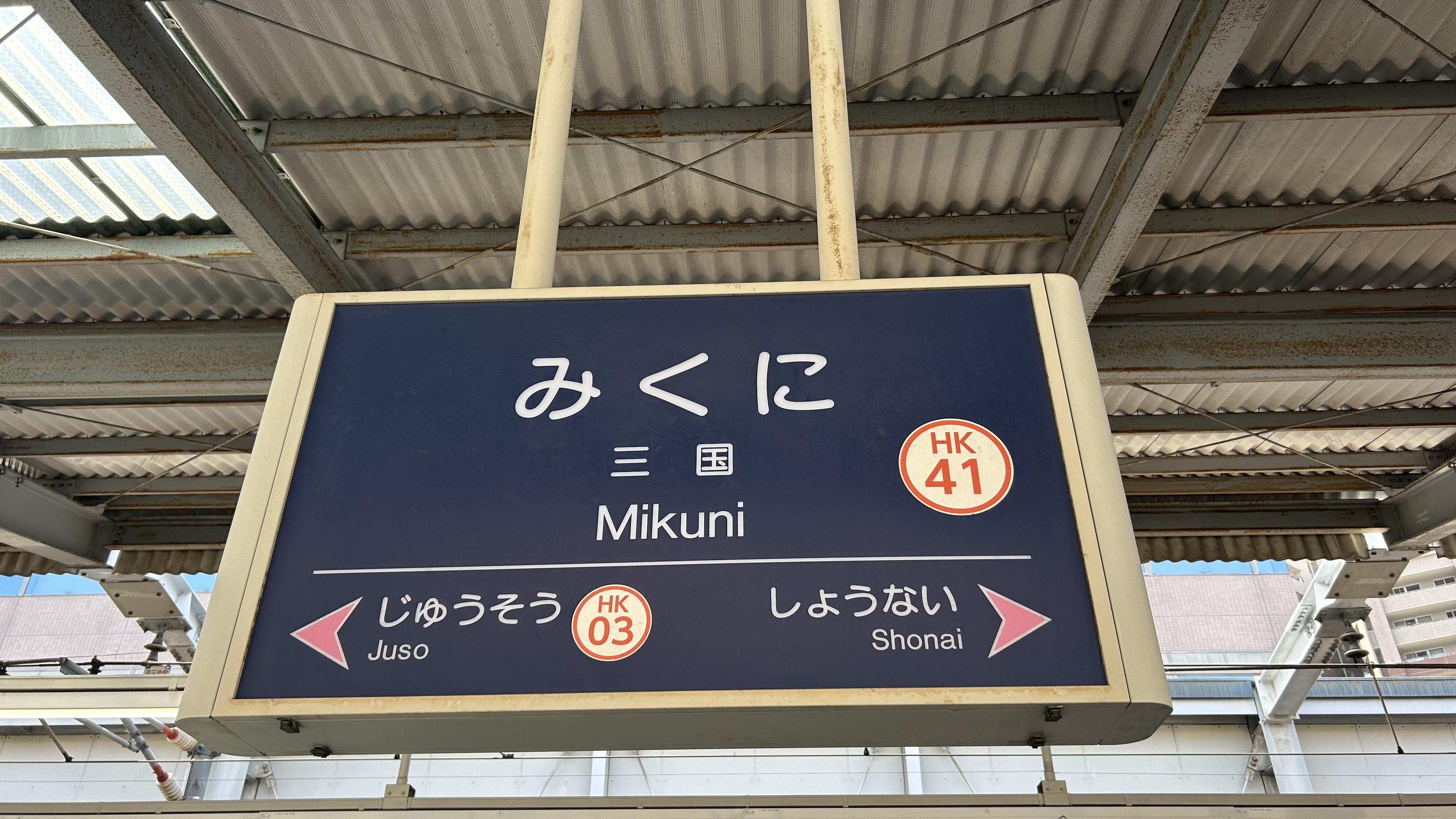
駅名標

## 利用状況
2024年（令和6年）次の通年平均乗降人員は24,390人である。阪急電鉄全駅（86駅）中では隣の庄内駅に次いで28位。

### 年次別利用状況
各年次の乗降人員の推移は下表の通り。
| 年度               | 乗降人員 | 増減率 | 順位 | 出典       | 備考     |
| ------------------ | -------- | ------ | ---- | ---------- | -------- |
| 2016年（平成28年） | 24,276   |        | 35位 | [ 阪急 1 ] | [ 注 1 ] |
| 2017年（平成29年） | 24,887   | 2.5%   | 34位 | [ 阪急 2 ] |          |
| 2018年（平成30年） | 24,922   | 0.1%   | 33位 | [ 阪急 3 ] |          |
| 2019年（令和元年） | 25,449   | 2.1%   | 31位 | [ 阪急 4 ] |          |
| 2020年（令和02年） | 20,699   | -18.7% | 25位 | [ 阪急 5 ] |          |
| 2021年（令和03年） | 20,752   | 0.3%   | 28位 | [ 阪急 6 ] |          |
| 2022年（令和04年） | 22,159   | 6.8%   | 28位 | [ 阪急 7 ] |          |
| 2023年（令和05年） | 23,532   | 6.2%   | 28位 | [ 阪急 8 ] |          |
| 2024年（令和06年） | 24,390   | 3.6%   | 28位 | [ 統計 1 ] |          |

#### 平日限定データ
2007年から2015年までのデータは平日限定となっていた。全ての年度で乗車人員・降車人員ともに判明している。
| 年次               | 乗車人員 | 降車人員 | 乗降人員 | 増減率 | 順位 | 出典        |
| ------------------ | -------- | -------- | -------- | ------ | ---- | ----------- |
| 2007年（平成19年） | 14,206   | 14,167   | 28,373   |        | 33位 | [ 阪急 9 ]  |
| 2008年（平成20年） | 13,737   | 13,705   | 27,442   | -3.3%  | 33位 | [ 阪急 10 ] |
| 2009年（平成21年） | 13,144   | 13,113   | 26,257   | -4.3%  | 33位 | [ 阪急 11 ] |
| 2010年（平成22年） | 13,142   | 13,107   | 26,249   | -0.0%  | 32位 | [ 阪急 12 ] |
| 2011年（平成23年） | 13,011   | 12,996   | 26,007   | -0.9%  | 33位 | [ 阪急 13 ] |
| 2012年（平成24年） | 13,044   | 13,002   | 26,046   | 0.1%   | 34位 | [ 阪急 14 ] |
| 2013年（平成25年） | 13,078   | 13,079   | 26,157   | 0.4%   | 34位 | [ 阪急 15 ] |
| 2014年（平成26年） | 13,327   | 13,326   | 26,653   | 1.9%   | 34位 | [ 阪急 16 ] |
| 2015年（平成27年） | 13,535   | 13,565   | 27,100   | 1.7%   | 34位 | [ 阪急 17 ] |

### 年度別利用状況
各年度の利用状況はそれぞれ下表の通り。
| 年度               | 特定日   | 特定日   | 特定日   | 1日平均 乗車人員 | 出典          | 出典         |
| 年度               | 乗車人員 | 降車人員 | 乗降人員 | 1日平均 乗車人員 | 大阪府        | 大阪市       |
| ------------------ | -------- | -------- | -------- | ---------------- | ------------- | ------------ |
| 1966年（昭和41年） | 22,790   | -        | -        | -                | [ 大阪府 1 ]  | -            |
| 1967年（昭和42年） | 23,145   | -        | -        | -                | [ 大阪府 2 ]  | -            |
| 1968年（昭和43年） | 22,996   | -        | -        | -                | [ 大阪府 3 ]  | -            |
| 1969年（昭和44年） | 22,398   | -        | -        | -                | [ 大阪府 4 ]  | -            |
| 1970年（昭和45年） | 21,939   | -        | -        | -                | [ 大阪府 5 ]  | -            |
| 1971年（昭和46年） | 20,567   | -        | -        | -                | [ 大阪府 6 ]  | -            |
| 1972年（昭和47年） | 19,225   | -        | -        | -                | [ 大阪府 7 ]  | -            |
| 1973年（昭和48年） | 18,249   | -        | -        | -                | [ 大阪府 8 ]  | -            |
| 1974年（昭和49年） | 17,610   | -        | -        | -                | [ 大阪府 9 ]  | -            |
| 1975年（昭和50年） | 16,709   | -        | -        | -                | [ 大阪府 10 ] | -            |
| 1976年（昭和51年） | 16,749   | -        | -        | -                | [ 大阪府 11 ] | -            |
| 1977年（昭和52年） | 16,741   | -        | -        | -                | [ 大阪府 12 ] | -            |
| 1978年（昭和53年） | 16,183   | -        | -        | -                | [ 大阪府 13 ] | -            |
| 1979年（昭和54年） | 16,304   | -        | -        | -                | [ 大阪府 14 ] | -            |
| 1980年（昭和55年） | 16,231   | -        | -        | -                | [ 大阪府 15 ] | -            |
| 1981年（昭和56年） | 16,343   | -        | -        | -                | [ 大阪府 16 ] | -            |
| 1982年（昭和57年） | 16,237   | 16,581   | 32,818   | -                | [ 大阪府 17 ] | -            |
| 1983年（昭和58年） | 15,895   | 15,826   | 31,721   | -                | [ 大阪府 18 ] | -            |
| 1984年（昭和59年） | 16,021   | 15,908   | 31,929   | -                | [ 大阪府 19 ] | -            |
| 1985年（昭和60年） | 15,506   | 15,688   | 31,194   | -                | [ 大阪府 20 ] | -            |
| 1986年（昭和61年） | 15,614   | 15,734   | 31,348   | -                | [ 大阪府 21 ] | -            |
| 1987年（昭和62年） | 16,515   | 16,506   | 33,021   | -                | [ 大阪府 22 ] | -            |
| 1988年（昭和63年） | 16,200   | 16,290   | 32,490   | -                | [ 大阪府 23 ] | -            |
| 1989年（平成元年） | -        | -        | -        | -                | [ 大阪府 24 ] | -            |
| 1990年（平成02年） | 16,182   | 16,101   | 32,283   | -                | [ 大阪府 25 ] | -            |
| 1991年（平成03年） | -        | -        | -        | -                | [ 大阪府 26 ] | -            |
| 1992年（平成04年） | 15,787   | 14,964   | 30,751   | -                | [ 大阪府 27 ] | -            |
| 1993年（平成05年） | -        | -        | -        | -                | [ 大阪府 28 ] | -            |
| 1994年（平成06年） | -        | -        | -        | -                | [ 大阪府 29 ] | -            |
| 1995年（平成07年） | 14,660   | 15,082   | 29,742   | -                | [ 大阪府 30 ] | -            |
| 1996年（平成08年） | 14,892   | 15,463   | 30,355   | -                | [ 大阪府 31 ] | -            |
| 1997年（平成09年） | 15,130   | 15,737   | 30,867   | -                | [ 大阪府 32 ] | -            |
| 1998年（平成10年） | 14,165   | 14,570   | 28,735   | -                | [ 大阪府 33 ] | -            |
| 1999年（平成11年） | -        | -        | -        | -                | [ 大阪府 34 ] | -            |
| 2000年（平成12年） | 14,320   | 14,030   | 28,350   | -                | [ 大阪府 35 ] | -            |
| 2001年（平成13年） | 13,972   | 14,056   | 28,028   | 15,297           | [ 大阪府 36 ] | [ 大阪市 1 ] |
| 2002年（平成14年） | 13,925   | 13,939   | 27,864   | 15,018           | [ 大阪府 37 ] | [ 大阪市 1 ] |
| 2003年（平成15年） | 13,942   | 14,109   | 28,051   | 14,836           | [ 大阪府 38 ] | [ 大阪市 1 ] |
| 2004年（平成16年） | 13,939   | 14,050   | 27,989   | 14,548           | [ 大阪府 39 ] | [ 大阪市 1 ] |
| 2005年（平成17年） | 13,902   | 13,963   | 27,865   | 15,346           | [ 大阪府 40 ] | [ 大阪市 1 ] |
| 2006年（平成18年） | 14,377   | 14,431   | 28,808   | 14,890           | [ 大阪府 41 ] | [ 大阪市 1 ] |
| 2007年（平成19年） | 14,062   | 14,158   | 28,220   | 15,304           | [ 大阪府 42 ] | [ 大阪市 1 ] |
| 2008年（平成20年） | 13,306   | 13,248   | 26,554   | 14,687           | [ 大阪府 43 ] | [ 大阪市 1 ] |
| 2009年（平成21年） | 13,112   | 13,255   | 26,367   | 14,182           | [ 大阪府 44 ] | [ 大阪市 1 ] |
| 2010年（平成22年） | 12,904   | 12,931   | 25,835   | 14,154           | [ 大阪府 45 ] | [ 大阪市 1 ] |
| 2011年（平成23年） | 12,904   | 12,999   | 25,903   | 14,150           | [ 大阪府 46 ] | [ 大阪市 1 ] |
| 2012年（平成24年） | 12,522   | 12,676   | 25,198   | 14,156           | [ 大阪府 47 ] | [ 大阪市 1 ] |
| 2013年（平成25年） | 12,804   | 13,031   | 25,835   | 14,018           | [ 大阪府 48 ] | [ 大阪市 1 ] |
| 2014年（平成26年） | 13,139   | 13,203   | 26,342   | 14,398           | [ 大阪府 49 ] | [ 大阪市 1 ] |
| 2015年（平成27年） | 13,398   | 13,542   | 26,940   | 15,137           | [ 大阪府 50 ] | [ 大阪市 1 ] |
| 2016年（平成28年） | 13,945   | 13,967   | 27,912   | 14,924           | [ 大阪府 51 ] | [ 大阪市 1 ] |
| 2017年（平成29年） | 14,348   | 14,443   | 28,791   | 14,916           | [ 大阪府 52 ] | [ 大阪市 1 ] |
| 2018年（平成30年） | 14,074   | 14,124   | 28,198   | 16,045           | [ 大阪府 53 ] | [ 大阪市 1 ] |
| 2019年（令和元年） | 14,414   | 14,436   | 28,850   | 15,737           | [ 大阪府 54 ] | [ 大阪市 2 ] |
| 2020年（令和02年） | 13,086   | 13,208   | 26,294   | 12,004           | [ 大阪府 55 ] | [ 大阪市 3 ] |
| 2021年（令和03年） | 12,931   | 12,959   | 25,890   | 13,598           | [ 大阪府 56 ] | [ 大阪市 4 ] |
| 2022年（令和04年） | 13,149   | 13,244   | 26,393   | 14,789           | [ 大阪府 57 ] | [ 大阪市 5 ] |
| 2023年（令和05年） | 13,698   | 13,776   | 27,474   | 14,913           | [ 大阪府 58 ] | [ 大阪市 6 ] |

#### 10月中の平均乗降人員
「大阪府統計年鑑」では1964年度および1965年度については10月中の平均乗車人員が記載されている。
| 年度               | 乗車人員 | 出典          |
| ------------------ | -------- | ------------- |
| 1964年（昭和39年） | 26,614   | [ 大阪府 59 ] |
| 1965年（昭和40年） | 28,287   | [ 大阪府 60 ] |

## 駅周辺
駅の北側を神崎川が流れている。なお、川の手前は大阪市淀川区であるが、川を越えると豊中市になる。東側には「サンティフルみくに」と呼ばれる商店街がある。2009年までに近辺では区画整理・再開発が実施され、駅の東口にはロータリーが完成し、西口には高層マンションが林立するなど、風景は大きく変貌を遂げた。

### Viewl（ヴュール）阪急三国
駅直結の複合商業施設。主要テナントは以下の通り。
- フレスコ三国店（1階）
- Coo'sConservo（クーズコンセルボ）阪急三国店
- 三国エキナカ接骨院（2階）
- セガミ薬局阪急三国店（2階）
- 阪急三国メディカルセンター（3階･4階） - 内科・眼科・皮膚科・耳鼻咽喉科・眼科・整形外科・産婦人科の各診療所が入居。

### その他の周辺施設
- 大阪地方裁判所 執行部・事務局出納第二課
- 大阪文化服装学院
- 大阪市立三国中学校
- 大阪市立三国小学校
- 大阪市立宮原小学校
- 大阪市立新高小学校
- 大阪三国町郵便局、大阪三国本町郵便局、淀川西三国二郵便局、淀川新高郵便局
- 東淀川病院
- 北大阪病院
- KOHYO 阪急三国店
- ライフ 三国橋店
- エディオン 豊中店
- アルゴ7
  - 神州温泉 あるごの湯
- ベビーザらス 豊中店

## バス路線
駅前のロータリーに大阪シティバスの三国駅前停留所、駅西側の国道176号に阪急バスの新三国橋停留所がある。
三国駅前（大阪シティバス）
- 69号系統：榎木橋/大阪駅前

新三国橋（阪急バス）
- 50系統（阪北線）：柴原阪大前駅（市立豊中病院前）/ 新大阪

## その他
- シンガーソングライターのaikoのシングル「三国駅」は2005年2月16日に発売された。シングル発売前日の2月15日から同月28日まで駅構内は約100枚のパネルやポスターで埋め尽くされたが[12]、そのうちほとんどが盗まれるという“事件”も発生した[13][14]。

- 旧駅舎の「ツチヤ工務店」の広告は『探偵!ナイトスクープ』（ABCテレビ）で取り上げられたことがあり、番組DVDソフトにも収録されている（1989年6月3日放送、探偵：北野誠、演奏：横山ホットブラザーズ）。なお、この広告は高架化に伴い撤去され現存しないが、ポケット時刻表に同じ広告が出ている。

- 全盲の落語家・笑福亭伯鶴が2008年12月1日23時ごろ、仕事の打ち合わせからの帰宅途中にホームと電車の間に足を踏み外し10メートル程引きずられ、両足骨折や脳挫傷などで入院。一時は意識不明の重体となっていたが、1か月後に意識を回復し2009年4月末に病院を退院。同年8月8日には8か月ぶりに舞台に復帰した。この事故を契機として、ホーム上の白線を撤去し、接近放送でも「白線の内側に…」から「黄色い線の内側に…」（後に「黄色い点字ブロックの内側に…」）に差し替えられた。

## 隣の駅
阪急電鉄
■宝塚本線
■特急「日生エクスプレス」・■通勤特急・■急行・■通勤急行・■準急
通過
■普通
十三駅 (HK-03) - 三国駅 (HK-41) - 庄内駅 (HK-42)

### 記事本文